# 사랑의 기적 (영화)
《사랑의 기적》(영어: Awakenings)은 1990년 개봉한 미국의 전기 드라마 영화이다. 페니 마셜이 감독을, 스티븐 제일리언이 각본을 맡았다. 올리버 색스가 1973년에 펴낸 동명 회고록이 원작이며, 로빈 윌리엄스가 색스에 기반한 인물을, 로버트 드니로가 그가 돌보는 환자를 연기하였다.
비평과 흥행 양면에서 성공하여 제작비 2,900만 달러 대비 수익 1억 870만 달러를 달성했으며, 1991년 제62회 전미 비평가 위원회에서 1990년 최고의 영화 10편에 포함시키는 한편 로버트 드니로에게 남우주연상을 시상하였다. 또한 제63회 아카데미상에서 작품상, 남우주연상(드니로), 각색상 후보에 지명되었다.

## 줄거리
1969년. 브롱크스 병원에 근무하는 맬컴은 환자들에게 헌신하는 내과의이다. 그가 돌보는 긴장증 환자들은 1919년에서 1930년 사이에 일어난 기면성 뇌염 유행 희생자로, 생존률 20%를 뚫고 살아남았으며, 유행 원인은 오늘날까지도 규명되지 않은 상태이다.
맬컴은 환자들이 저마다 공 받기, 익숙한 음악, 본인 이름, 피부 접촉 등 특정 자극에 긴장증을 넘어서는 반응을 보인다는 사실을 발견한다. 환자 레너드는 위저보드가 소통 매개체이다.
한 학회에 참석해 파킨슨병 치료제인 L-도파 강연을 들은 맬컴은 이 약이 긴장증에 돌파구가 될 수 있다는 생각에 시험 투약을 시작하고, 레너드가 제일 먼저 긴장증 상태에서 깨어나 현재와 현실을 만끽한다.
레너드는 다른 환자 딸인 폴라와 가까워지고, 자율을 갈망하게 되면서 퇴원하여 본인 필요에 따라 내원하길 원한다. 그러나 레너드는 곧 틱 증상을 보이고, 맬컴은 약이 가져오는 효과가 일시에 불과하다는 사실을 깨닫는다. 다른 환자들도 차차 레너드 뒤를 따른다. 전신에 연축이 일어나고 거의 움직이지 못하게 된 레너드는 관련 연구에 도움이 되고자 맬컴이 자신을 찍게 한다.
맬컴은 후원자들에게 의학 측면에서 깨어남(awakening)은 비록 오래 가지 못했으나 인간 정신은 그 어떤 약보다도 강력하며 이를 일, 놀이, 우정, 가족처럼 단순하지만 소중한 존재를 통해 풍성하게 만들어야 한다는 다른 일깨움을 남겼다고 말한다. 의료진은 긴장증 환자들에게 전보다 더 존중감을 갖고 대한다.

## 출연
- 로버트 드니로 - 레너드 로 역
- 로빈 윌리엄스 - 맬컴 세이어 의사 역
- 줄리 캐브너 - 엘리너 코스텔로 간호사 역
- 존 허드 - 카우프먼 의사 역
- 퍼넬러피 앤 밀러 - 폴라 역
- 막스 폰 쉬도브 - 피터 잉엄 의학박사 역
- 빈센트 패스토어 - 제 5 병동 6호 환자 역
- 루스 넬슨 - 로 부인 역
- 조지 마틴 - 프랭크 역
- 앤 미라 - 미리엄 역
- 메리 앨리스 - 마거릿 간호사 역
- 리처드 리버티니 - 시드니 역
- 페테르 스토르마레 - 냉담한 신경화학 강연자 역
- 브래들리 휫퍼드 - 타일러 의사 역
- 덱스터 고든 - 롤란도 역
- 빈 디젤 - 병원 잡역부 역

## 기타 제작진
- 배역: 보니 티머먼
- 미술: 앤턴 퍼스트
- 의상: 신시아 플린트